# Belle Boys
Os mensageiros (no original: Belle Boys) é um curta-metragem da série Pica-Pau, produzida em 1953.

## Sinopse
Pica-Pau e Zeca Urubu trabalham como empregados do hotel Ritzmore, e distraem-se lendo uma revista que tinha a atriz Tônia Praga (no original, Ga Ga Gazoo) estampando a capa. Em seguida, Tônia hospeda-se no hotel, sendo recebida pelo Pica-Pau, enquanto Zeca levaria a bagagem. A cadelinha de estimação que acompanhava a atriz recebe um beijo de Zeca, mas não gosta. Ela, então, lambe o Pica-Pau, mas Zeca retira o bicho das mãos do pássaro maluco, e acaba sendo mordido. Na sequência do episódio, ocorrem outras situações: Zeca Urubu tropeça no elevador enquanto carrega a bagagem, derruba o Pica-Pau da escada enquanto o pássaro leva a comida, é transformado em bolo após tentar capturar o Pica-Pau, que troca o número do quarto de Tônia Praga (1313) com a placa de saída, enquanto Zeca mandava a comida para a atriz. O urubu vigarista não percebe, mas ao ver que não tinha nada sob os pés, tenta escapar, sem êxito. Irritado, Zeca toma a bandeja, pisa no Pica-Pau e o amassa, coloca o pássaro num envelope onde lia-se "África" e o manda para o correio. O vigarista entrega a bandeja para Tônia, que o agradece. Ela vê o Pica-Pau em cima da bandeja, e Zeca, sem perceber, diz: "ele foi pra África!". Zeca deixa o local e, novamente sem perceber, sente a cadelinha o atacar novamente. No colo de Tônia, o Pica-Pau dá sua risada de sorte, encerrando o episódio.

## Personagens
- Pica-Pau
- Zeca Urubu
- Dono do hotel (sua voz é ouvida nas frases iniciadas com "portaria": Srta. Tônia Praga chegando/peguem a bagagem dela/levem o jantar de d. Tônia no 1313)
- Tônia Praga (alusão à atriz brasileira Sônia Braga)[1]
- Cadelinha de estimação de Tônia

## Dublagem

### Versão Americana
- Grace Stafford - Pica-Pau
- Dal McKennon - Zeca Urubu
- Dick Nelson - Dono do Hotel
- Gladys Holland - Tônia Praga

#### Versão Brasileira
- Pica-Pau: Garcia Júnior
- Zeca Urubu: Felipe Di Nardo
- Dono do Hotel: ?
- Tônia Praga: ? (ao falar em português; sua única fala é: "Que lindinho!")